# 柳林 (1915年)
柳林（1915年—2017年），河南沁阳人，曾任包头钢铁学院（内蒙古科技大学）党委书记、武汉钢铁学院（武汉科技大学）党委书记、桂林冶金地质学院（桂林理工大学）党委书记。

## 简历
1937年10月加入中国共产党，同年参加八路军。1938年到延安抗大第五大队学习并留校工作。1949年后任安阳县代县长、淇县县长，安阳专署副专员，中共平原省委办公厅副主任，冶金工业部直属建筑公司党委书记，包头建筑公司副经理，包头钢铁公司副经理。1959年到1964年任包头钢铁学院党委书记。1964年到1979年任武汉钢铁学院党委书记。1979年至1984年任广西桂林冶金地质学院党委书记。1984年离休。